# Centropyge aurantonotus
Centropyge aurantonotus är en fiskart som beskrevs av Burgess, 1974. Centropyge aurantonotus ingår i släktet Centropyge och familjen Pomacanthidae. IUCN kategoriserar arten globalt som livskraftig. Inga underarter finns listade i Catalogue of Life.